# Folkdräkt

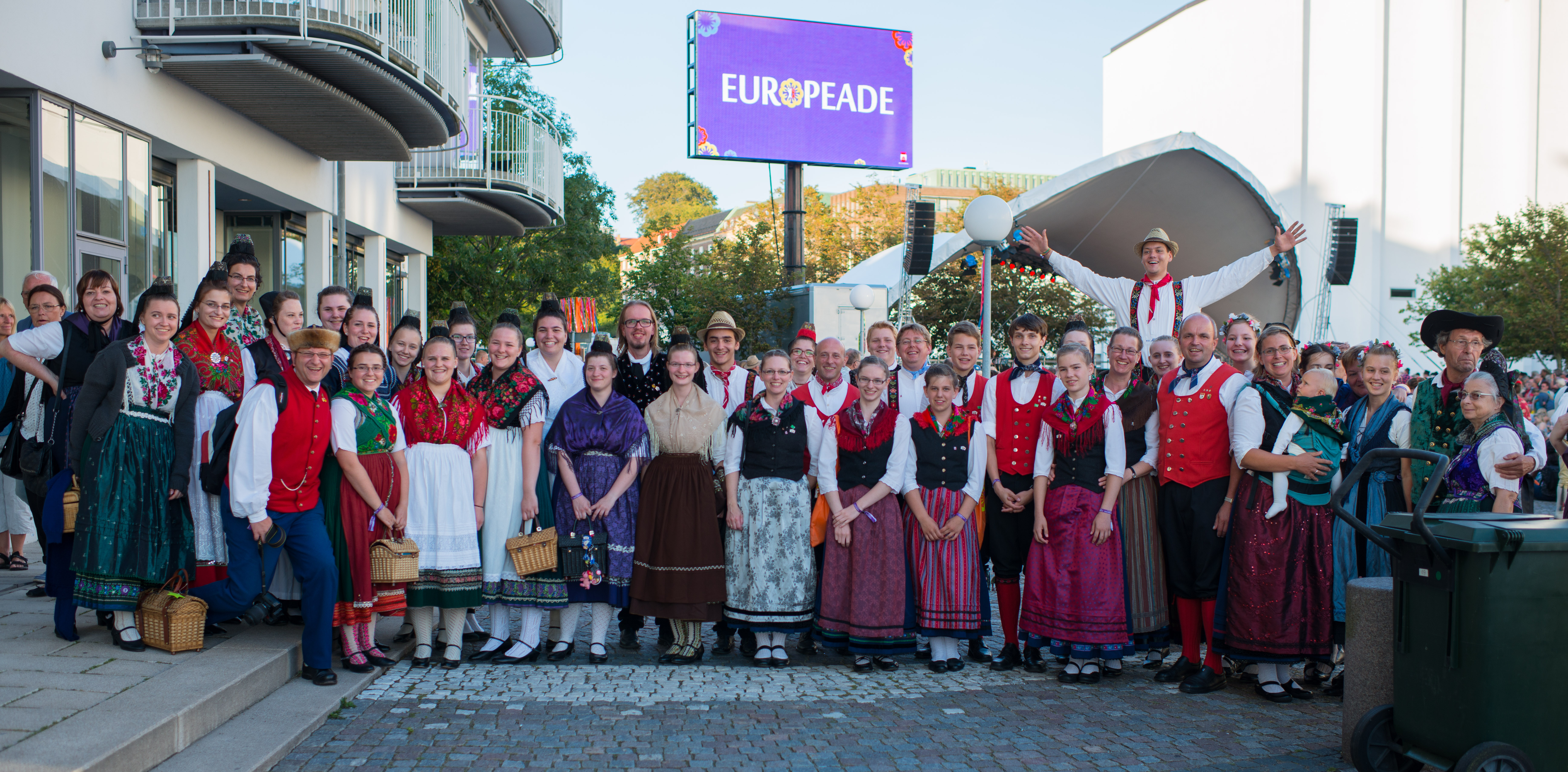
Européer i folkdräkter på Europeaden 2015 i Helsingborg.

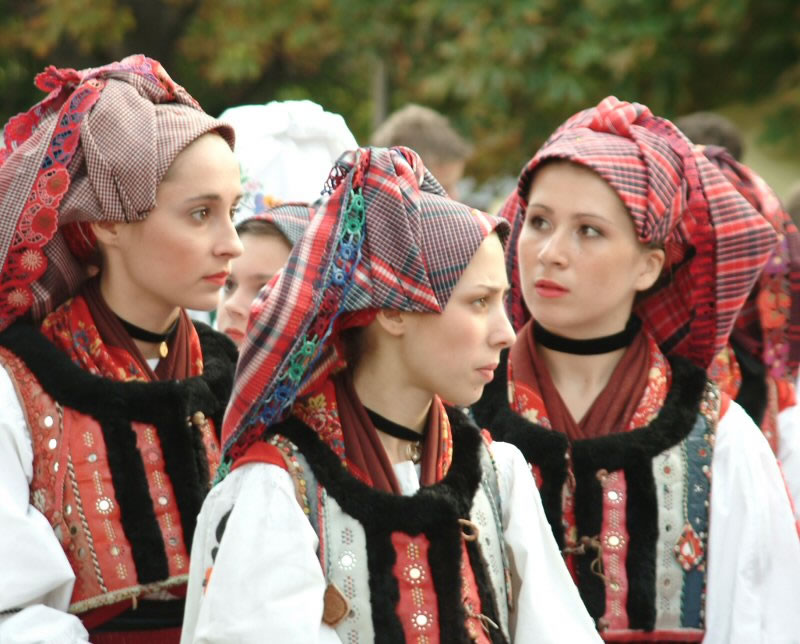
Flickor i folkdräkter från Kroatien.

Folkdräkt eller bygdedräkt är en traditionell klädsel som är knuten till en geografisk region, och den existerar i de flesta länder.

## Bruk
Modernisering, exempelvis till följd av den industriella revolutionen, har bidragit till att folkdräkter upphört att användas som vardagsklädsel på många platser i världen. Det är dock vanligt att de fortsätter att användas vid speciella tillfällen och särskilt familjehögtider eller nationella högtidsdagar av olika slag.
Folkdräkt räknas som högtidsklädsel och ett fullgott alternativ till moderna dräkter som frack vid de flesta högtidliga tillfällen. Det är således formellt korrekt att bära folkdräkt vid exempelvis en nobelmiddag, vilket också ibland sker. Folkdräkt är även lämpligt vid familjehögtider, som bröllop och dop eller motsvarande.
Den som bär en bygdedräkt gör sig till representant för bygden i fråga. Detta gör att en kunskap om bygden blir nästan obligatorisk samt att det är viktigt att respektera hur dräkten ska bäras och skötas.

## Afrika

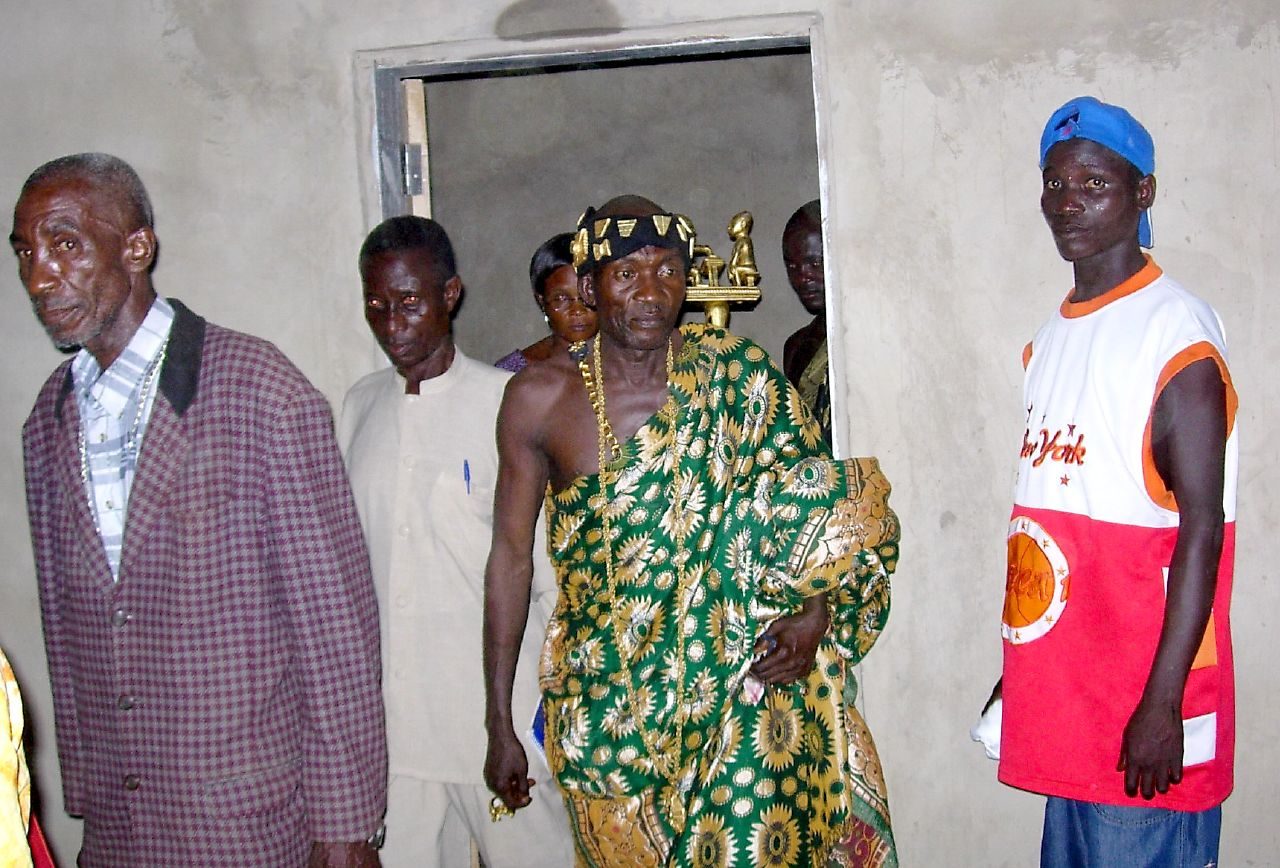
Bychefen i Awaso, Ghana i traditionell klädnad.

Västafrika har en lång tradition av textilframställning och de är ofta i klara färger. Dräkterna kan vara allt från enkla svepningar till mera avancerade konstruktioner med tyg i flera lager och komplicerade skärningar.
I Ghana och Elfenbenskusten tillverkas det traditionella tyget kente som är basen för dessa länders traditionella dräkter.

## Europa

### Sverige

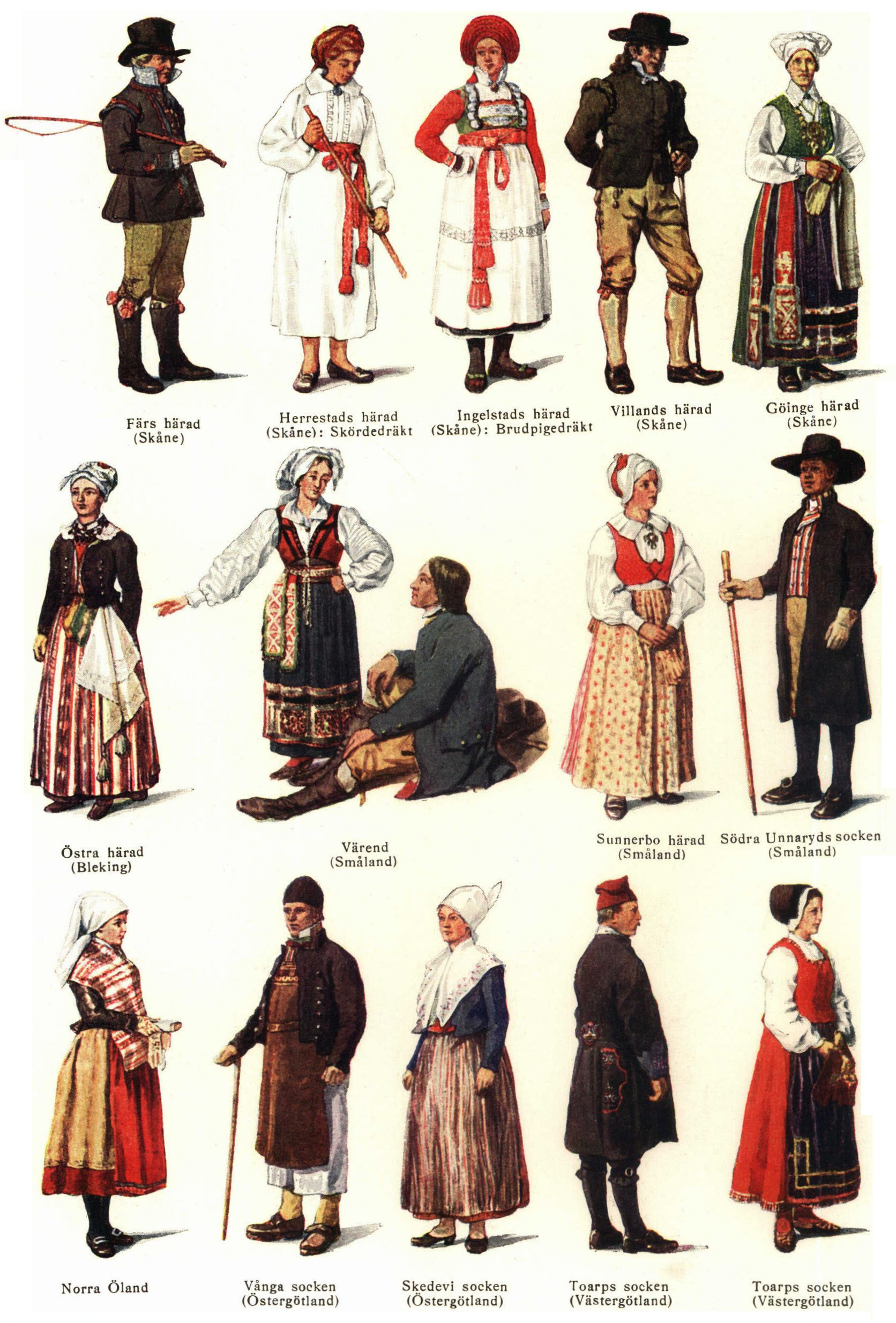
Svenska folkdräkter

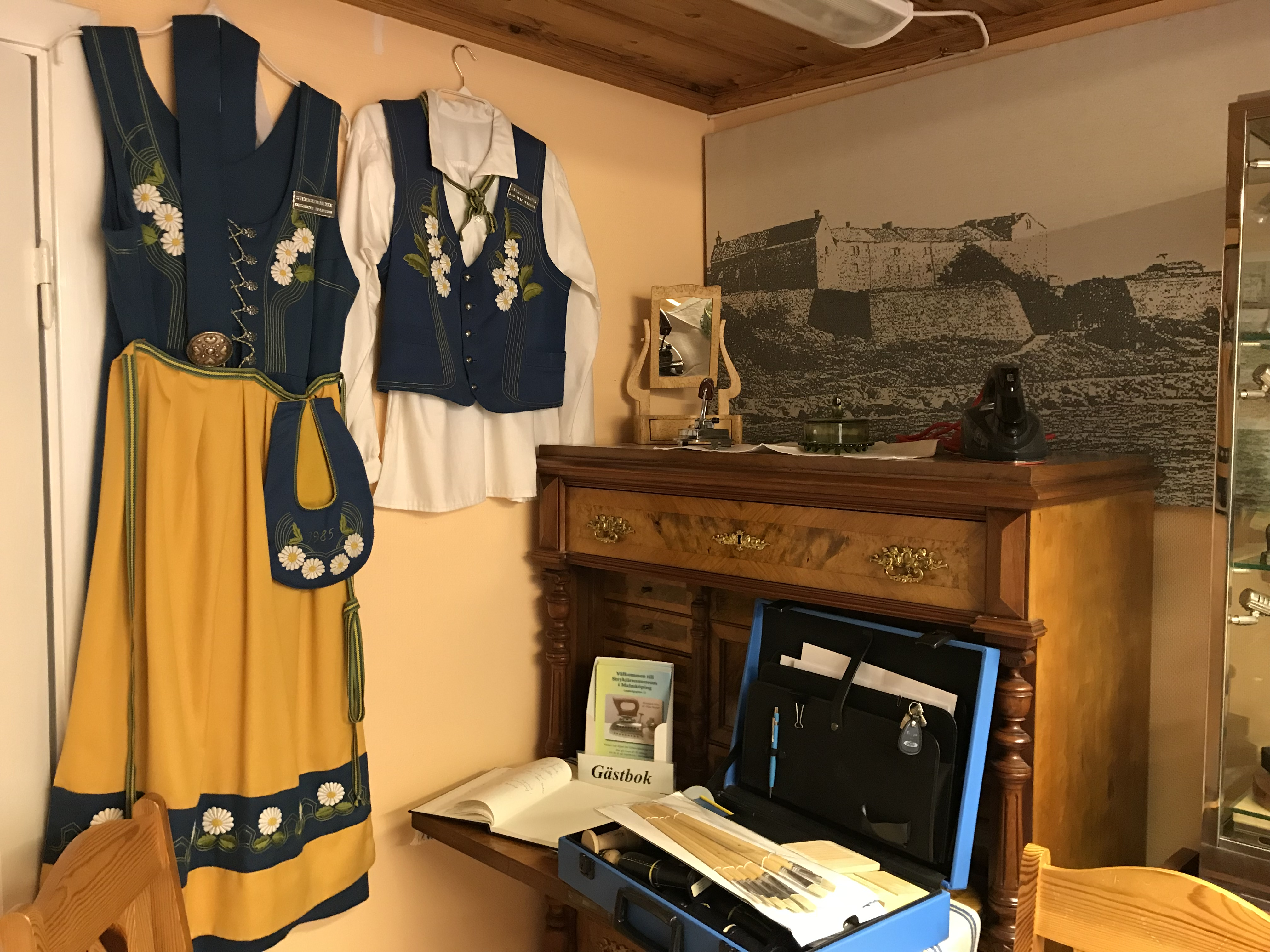
Sverigedräkter från 1985 utställda i Strykjärnsmuseum i Malmköpings lokaler, där Sverigedräkter HB tillverkade sverigedräkter 1984-2009.

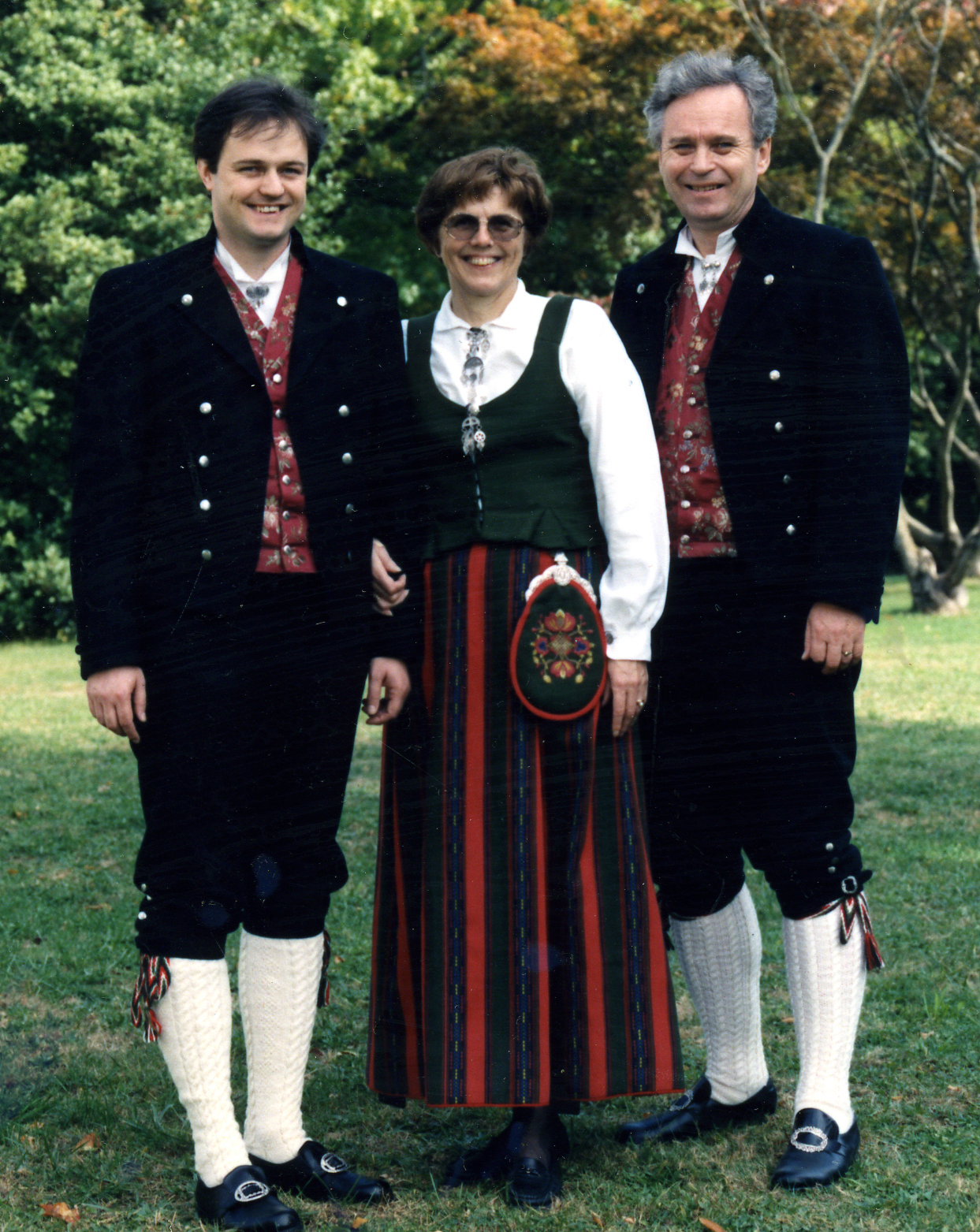
Norska bunader

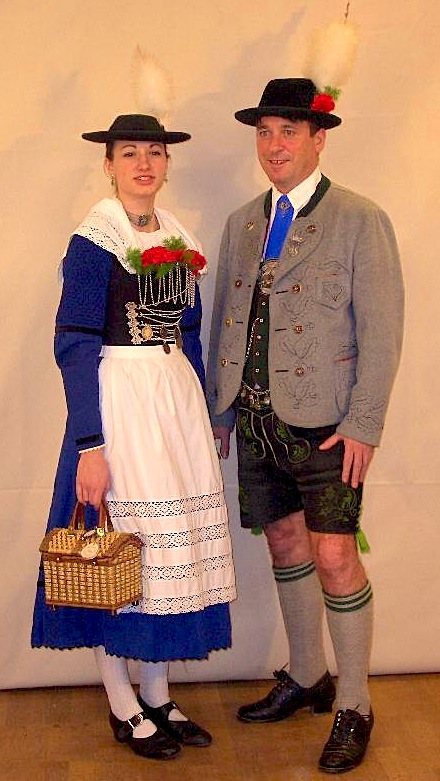
Sydtyska folkdräkter.

I Sverige finns drygt 840 folkdräkter, inklusive samiska dräkter. Cirka 550 av dessa är kvinnodräkter och ca 290 mansdräkter. För den svenska allmogen var folkdräkt historiskt en klädsel som bars och varierades året runt. Efter att bondesamhället börjat bära folkdräkt i mindre utsträckning, uppmärksammades klädseln från sent 1800-tal av societeten och började användas i festliga sammanhang. I våra dagar har folkdräkten fått en renässans och förekommer som en fest- och högtidsdräkt.

#### Sverigedräkten
Sverigedräkten eller Sverige-dräkten bärs i nutid av kungliga kvinnor vid officiella tillfällen och representerar således hela landet. Den finns även för herrar men den versionen används inte lika ofta i offentliga sammanhang. Båda dräkterna används ibland vid privata högtidligheter.
Sverigedräkten, egentligen Svenska kvinnliga nationaldräktsföreningens festdräkt och även kallad allmänna svenska nationaldräkten är även en nationaldräkt som först togs fram i början av 1900-talet. År 1902 grundades Svenska Kvinnliga Nationaldräktsföreningen av Märta Jörgensen i Falun. Föreningen verkade för en frigörelse från ”utländska modens herravälde” och medlemmarna uppmanades bära folkdräkter. Jörgensen kontaktade Gustaf Ankarcrona, på inrådan av Carl Larsson, som hjälpte föreningen att komponera den allmänna svenska nationaldräkten i jugendstil. Även Anders Zorn var med i framtagningen av den. Målet var att utifrån de svenska bygdedräkterna ta fram en praktisk dräkt som skulle bäras av alla kvinnor i unionen Sverige-Norge. Dräkterna föll i glömska under andra världskriget och inte förrän i mitten av 1970-talet fick Nordiska museet se ett exemplar av dräkten, då av okänt ursprung, från en kvinna i Leksand vid namn Laisa Hägg Fahlstedt. En efterlysning publicerades av Bo Skräddare i tidningen Land och de fick in flera exemplar av dräkten. I samråd med tidningens läsare framtogs sedan en mansdräkt i samma stil och tidsprägel.
Sverigedräkten blev inte officiell nationaldräkt förrän 1983 på Sveriges nationaldag (6 juni).

#### Samiska dräkter
De samiska dräkterna används av många samer idag som högtidsdräkter.

##### Folkdräkten i societeten
När utvecklingen i Sverige tog fart under 1800-talet lades folkdräkterna åt sidan till förmån för fabrikssydda kläder; även förbättrade kommunikationer skyndade på processen. En känsla av frigörelse och självhävdelse likaså; folkdräkten ansågs en symbol för det gamla bondeståndet. Vissa bygder behöll dock äldre klädesseder långt in på 1900-talet.
Ute i Europa florerade nationalromantiken och societeten i Sverige fick upp ögonen för folkdräkter (nationaldräkter kallade), inte minst bland studenterna vid Lunds och Uppsala universitet, där kostymfester anordnades av studentnationerna. På många andra platser i landet uppmärksammades folkdräkten ur ett nationalromantiskt perspektiv vilket kulminerade under sekelskiftet. Oscar II ska ha uttryckt besvär över spektaklet vid badplatsen på Särö, där de flesta societetsgäster bar daladräkter. Detta spektakel bidrog även till att dräkten lades undan i hembygden.
Knäbyxor i stil med folkdräktens blev ett modefenomen runt sekelskiftet. Till exempel bar August Strindberg och Gustaf VI Adolf knäbyxor, och även en del riksdagsmän tog upp modet.

##### Folkdräktens renässans
Ur nationalromantiken växte också ett intresse för att bevara klädessederna, inte minst bland landets konstnärer. Många reste runt i landet omkring sekelskiftet för att avbilda de folkdräkter som ännu var i bruk, främst i Dalarna. Till dessa hörde dalkarlen Anders Zorn.
Under 1900-talet har intresset för att bära folkdräkt gått i vågor. Under decennierna runt sekelskiftet 1800-1900 sökte hembygdsföreningar runtom i landet efter bevarade klädesplagg, fr a från 1800-talet, samt uppgifter om hur dräkterna burits i bygden. Detta gav föreningarna ett underlag i arbetet med att återskapa dräkter som fallit i glömska. I vissa bygder var sådant material sparsamt eller saknades helt, varpå en nästintill helt ny dräkt komponerades för bygden. I vissa geografiska områden fanns fortfarande fr a äldre som bar dräkt enligt gammalt dräktskick. Under 1970-talet kom en ny våg av intresse kring folkdräkt och många dräkter moderniserades - kjolar kortades t.ex. enligt tidens mode.
I våra dagar är folkdräkten en festdräkt som nollställer sin bärare från allt vad social status heter. Den bärs främst i spelmanslag och folkdanslag men även i andra privata kretsar och vid högtider.

### Finland
Det finns cirka 430 olika folkdräkter i Finland. De kan indelas i två grupper, de västfinska och de karelska. I västra Finland påverkades dräkterna av de högre ståndens och borgarnas mode och fick impulser och nya material genom bland annat sjöfarten. Mansdräkterna är också inspirerade av soldaternas uniformer. De karelska dräkterna, som var mer traditionella, påverkades däremot österifrån.
Vid förra sekelskiftet började man att söka en egen identitet i svenskspråkiga i Finland och 1906 grundades Föreningen Brage som fick i uppdrag rekonstruera folkdräkterna i Svenskfinland. Idag har totalt 180 folkdräkter från samtliga svensk- och tvåspråkiga socknar rekonstruerats. De västfinska dräkterna är i grunden ganska lika. Kvinnodräkten består av kjol, förkläde, kjolsäck, livstycke, blus och axelduk (sjal) samt huvudbonad, vanligen en bindmössa. Som ytterplagg kan man använda en sydd tröja. 
Männens kläder består av skjorta, väst, rock och knä- eller långbyxor med lucka och gärna en huvudbonad. Männens dräkt har färre lokala särdrag än kvinnornas så de flesta av de godkända folkdräkterna är kvinnodräkter.

### Norska bunader
Bunad är en traditionell norsk dräkt. Ordet kommer från fornnordiska búnaðr (förbereda).
Utformningen av dessa kläder är alltid ganska utstuderad, i lokala variationer med broderier, halsdukar, sjalar och smycken. Det finns versioner för både män och kvinnor, även om den karakteristiska bunaden främst är för kvinnor.
I Norge bärs bunad i olika festivaler, särskilt under Norges nationaldag den 17 maj. Under de senaste åren har användningen av bunad utökats till flera andra tillfällen och blivit en formell klädsel, liksom inom folklore. Den tidigare utrikesministern Thorvald Stoltenberg var till exempel klädd i bunad när han överlämnade sitt kreditivbrev som ambassadör till Drottning Margrethe II av Danmark.

### Danmark

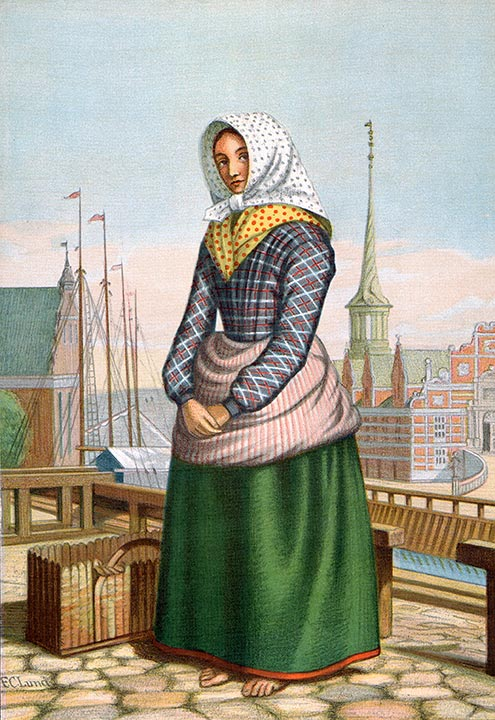
Flicka från Skovshoved på Amager Strand i Köpenhamn.

Danska folkdräkter har sitt ursprung i de kläder som bönderna använde lokalt. Begreppet folkdräkt uppstod dock först när folkdansen kom till Danmark vid förra sekelskiftet.
Kläderna tillverkades av ull och lin av lokala vävare och skräddare. De var hållbara och gick i arv från generation till generation. Storbönder kunde dock ha olika finkläder under året och till fester. 
I mitten av 1800-talet blev det populärt att avbilda bönder i folkdräkt och 1864 publicerade F.C. Lund bildserien "Danske Nationaldragter".
Kvinnorna från Skovshoved, som sålde fisk på Amager Strand i Köpenhamn till i början av 2000-talet, var de sista som använde folkdräkt på arbetet.

### Tyskland
I Tyskland används folkdräkter (tyska Tracht) relativt ofta vid olika högtider. Det närbesläktade klädedräkten dirndl är inte en folkdräkt, men har inspirerats av traditionell klädsel i södra Tyskland och Österrike.

## Bilder

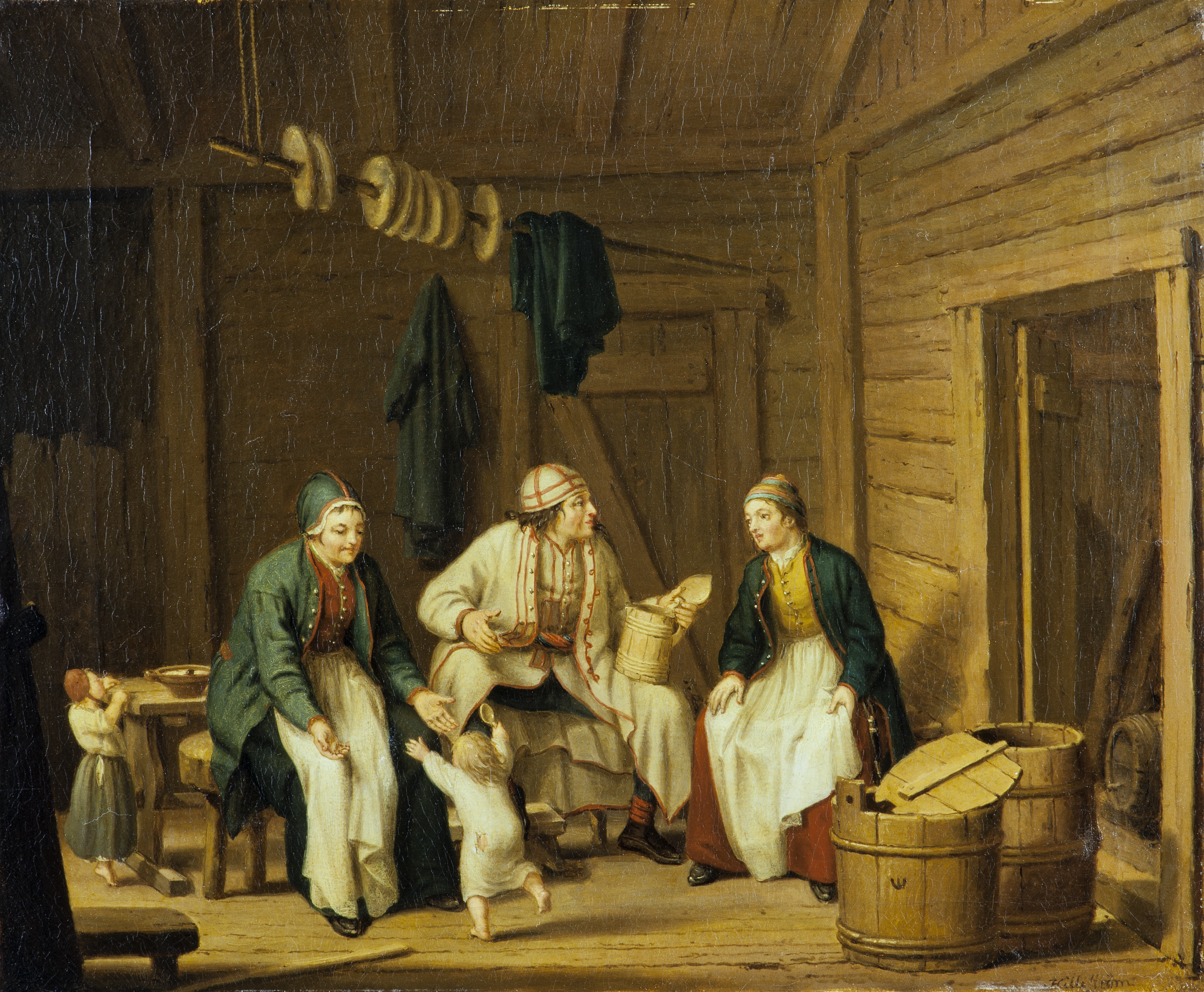
Karelska dräkten av Pehr Hilleström, 1782-1810.
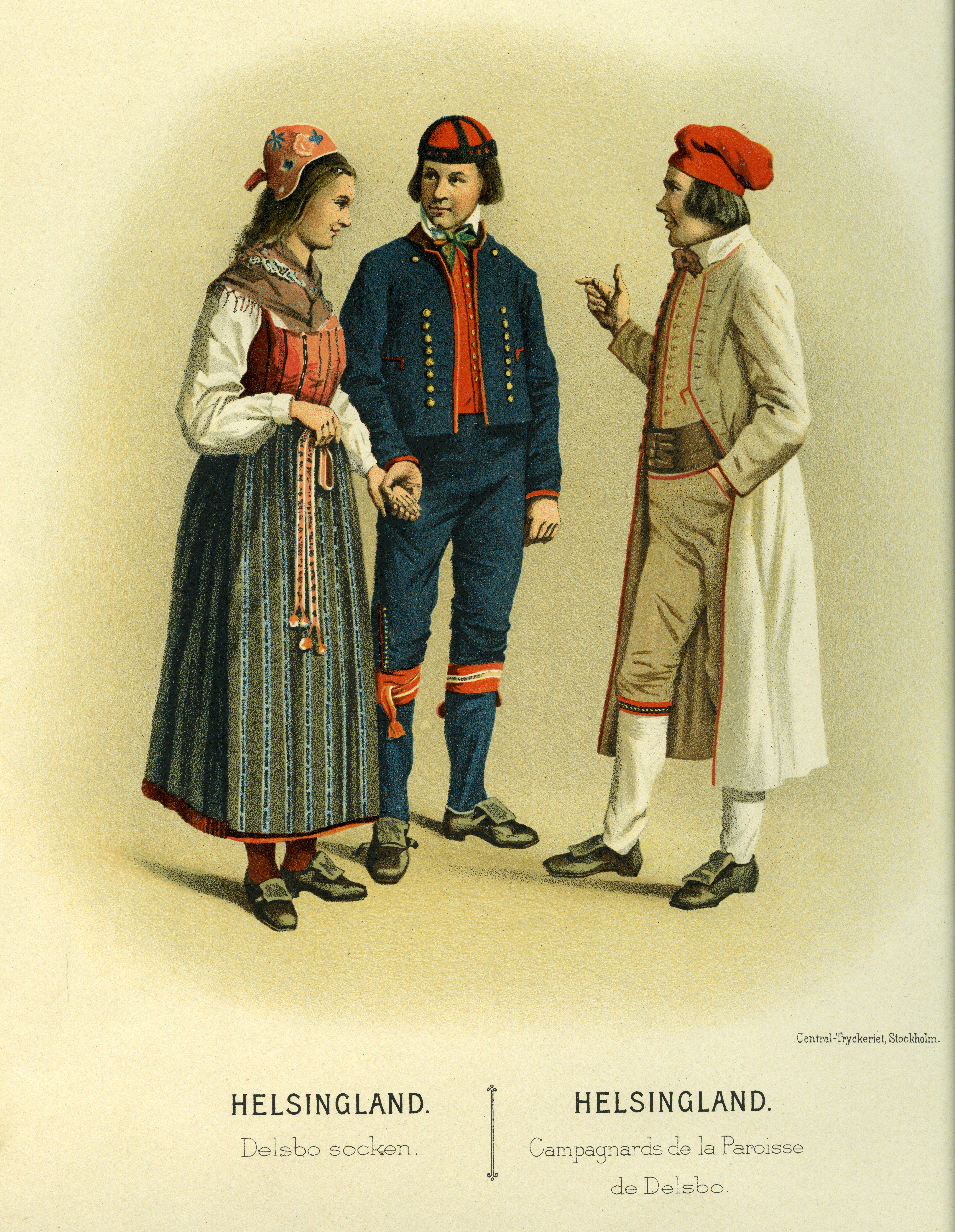
Folkdräkter från Delsbo socken, Hälsingland, Sverige.
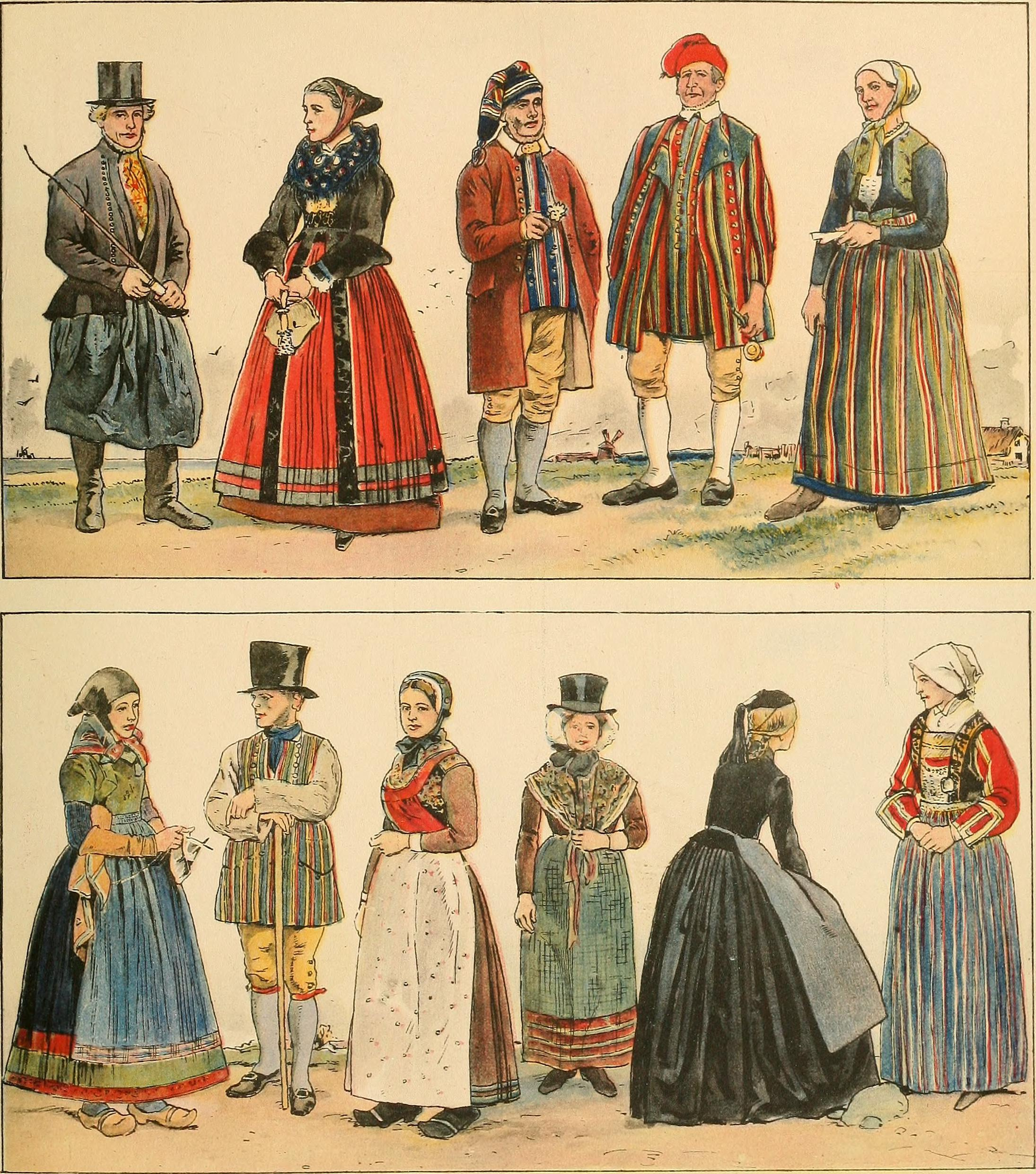
Danska folkdräkter.
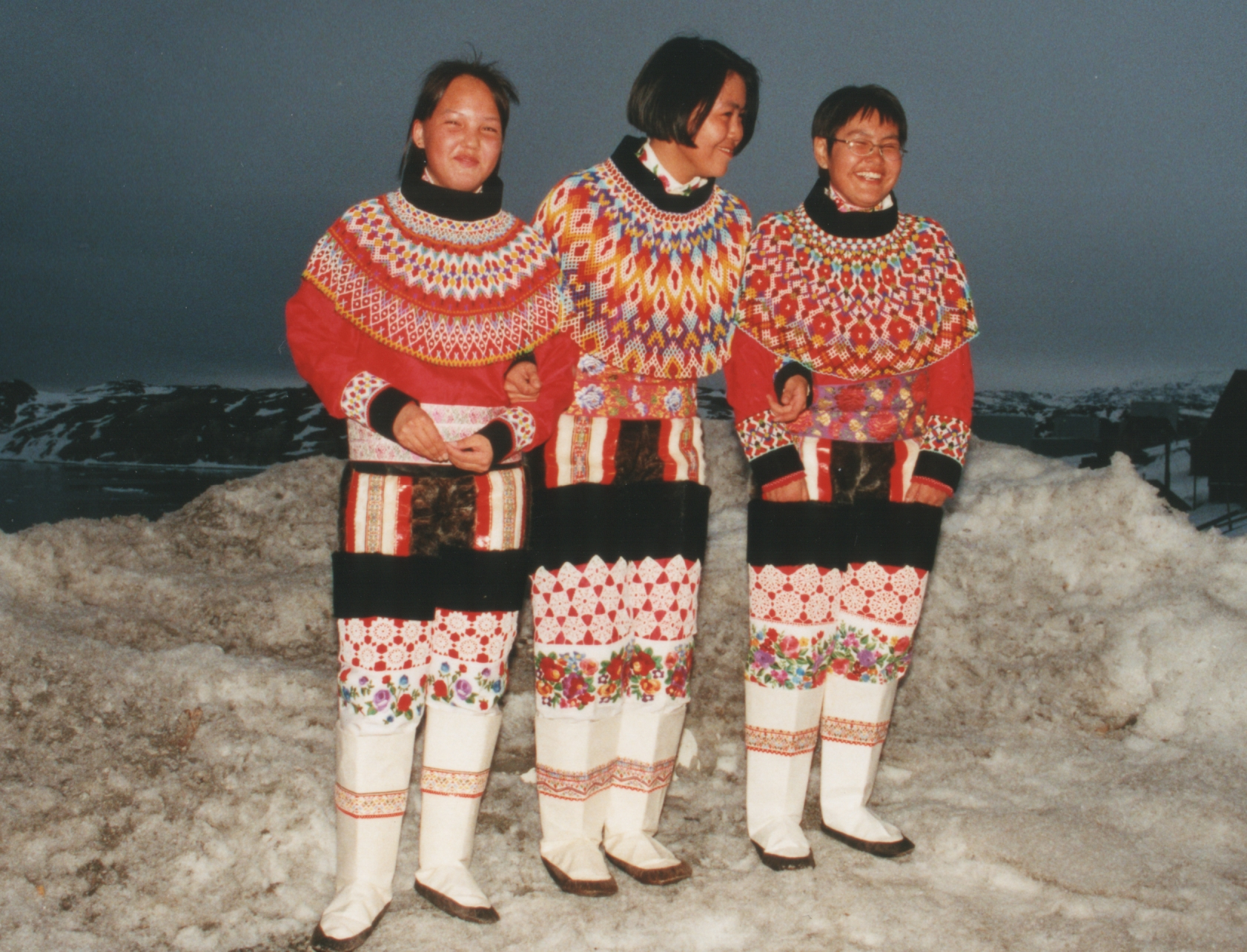
Kvinnor från Grönland i traditionella dräkter 1999.
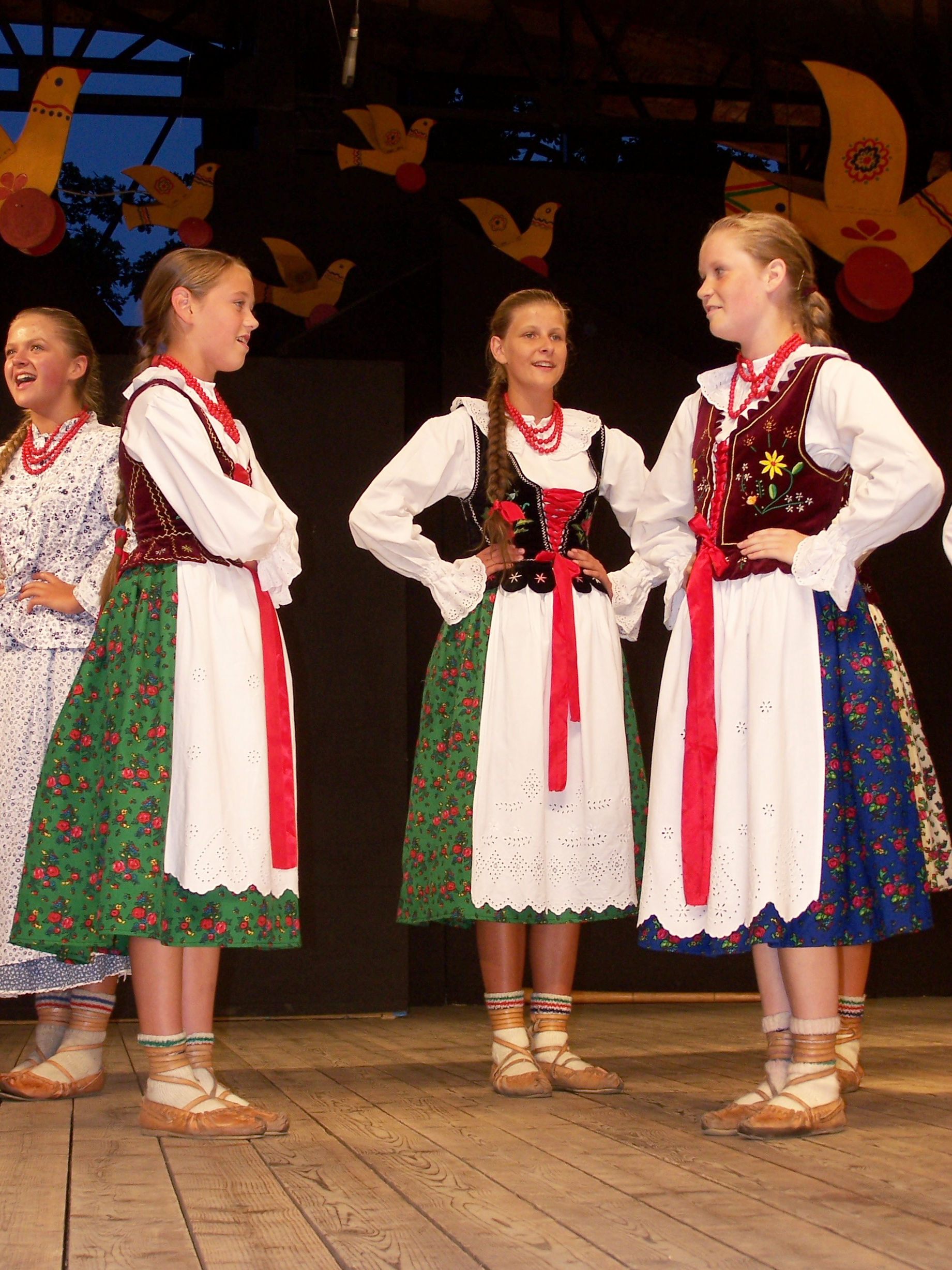
Flickor från Polen i folkdräkter.
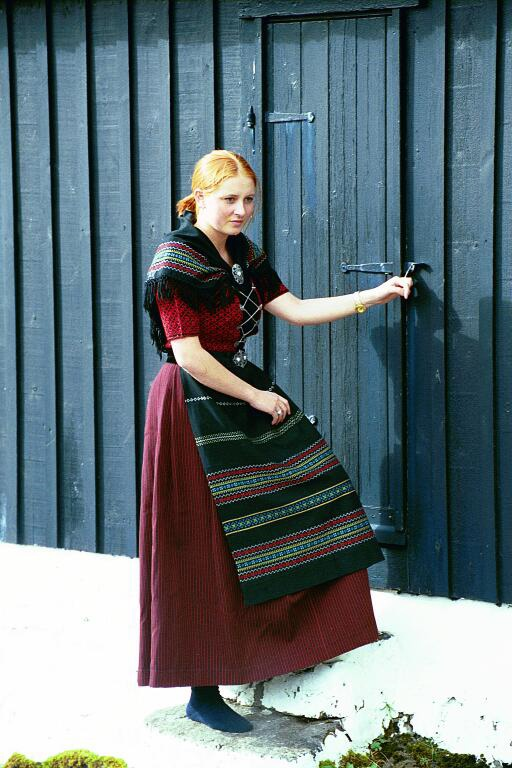
Kvinna i folkdräkt på Färöarna.
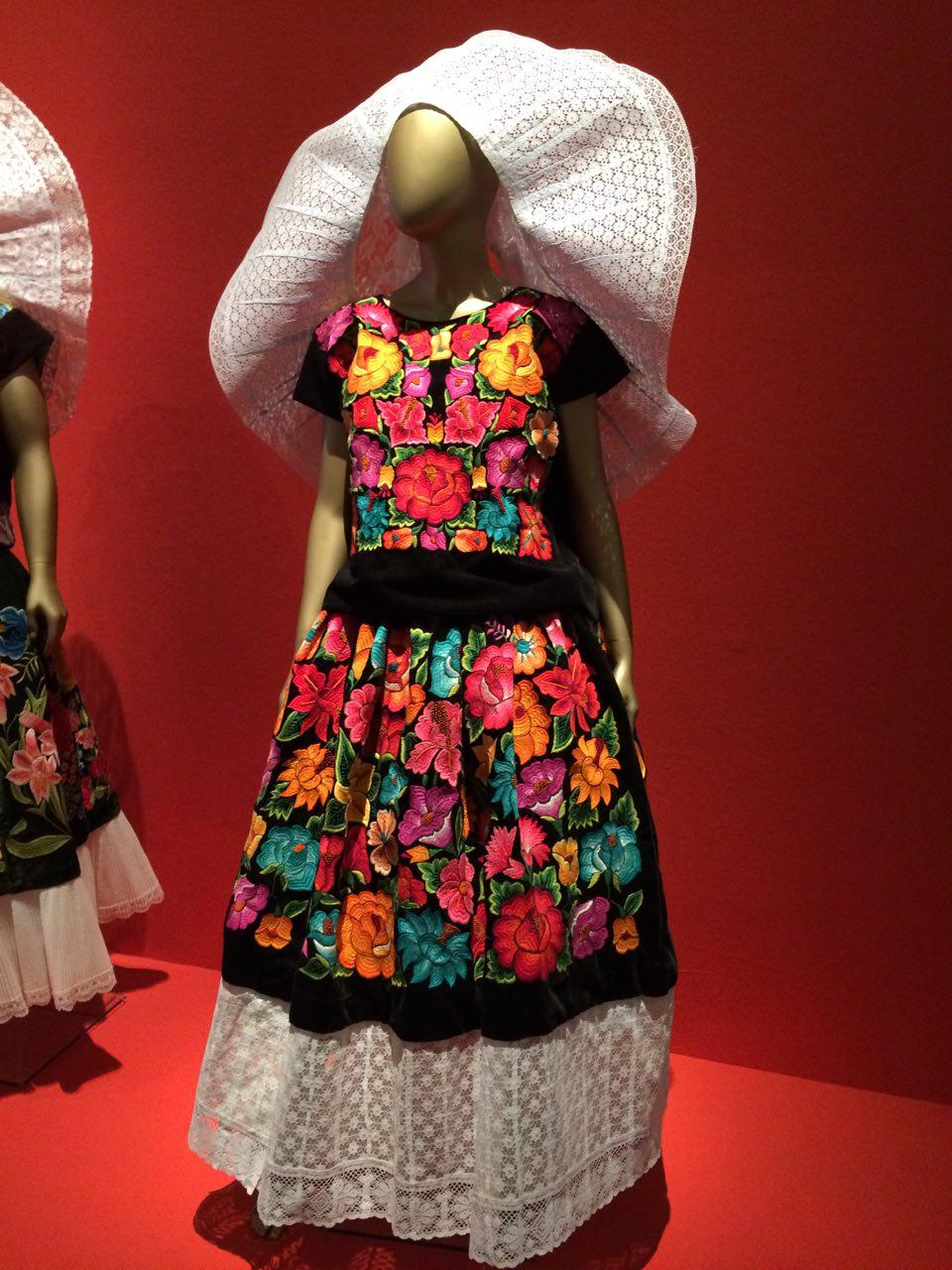
Traditionella kläder från Mexiko.
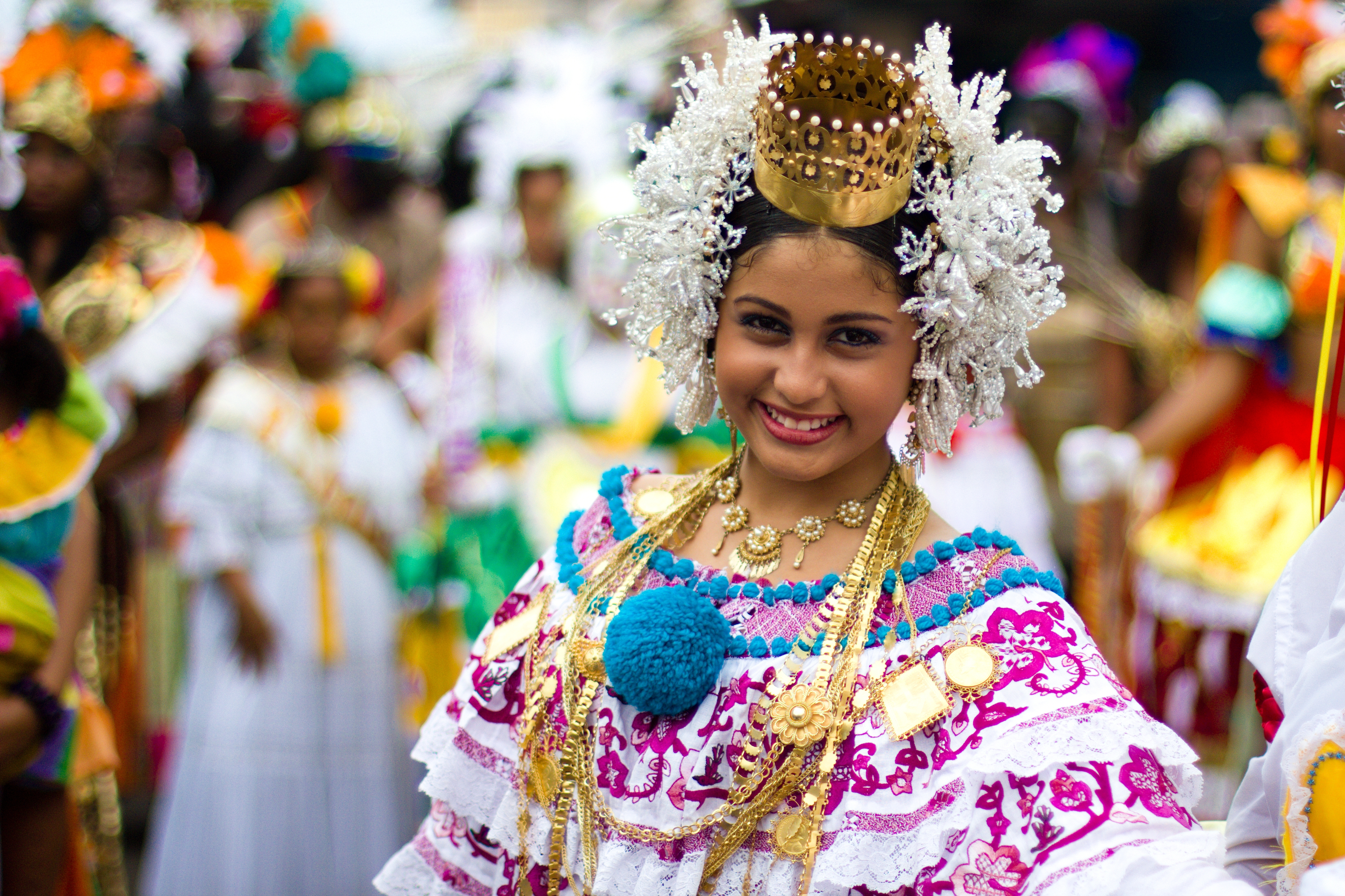
Traditionella kläder från Panama.
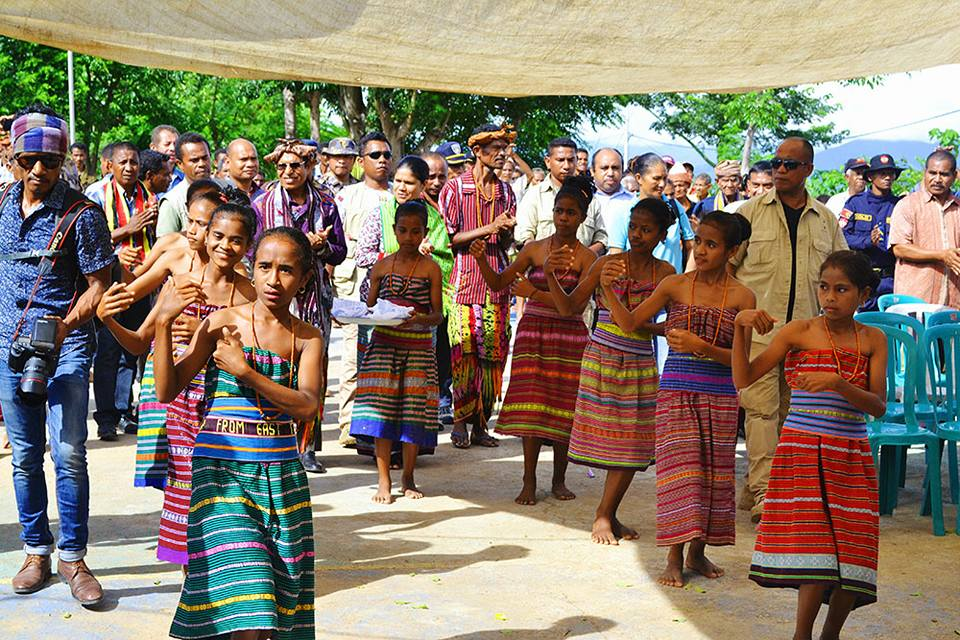
Dansande kvinnor från Östtimor.
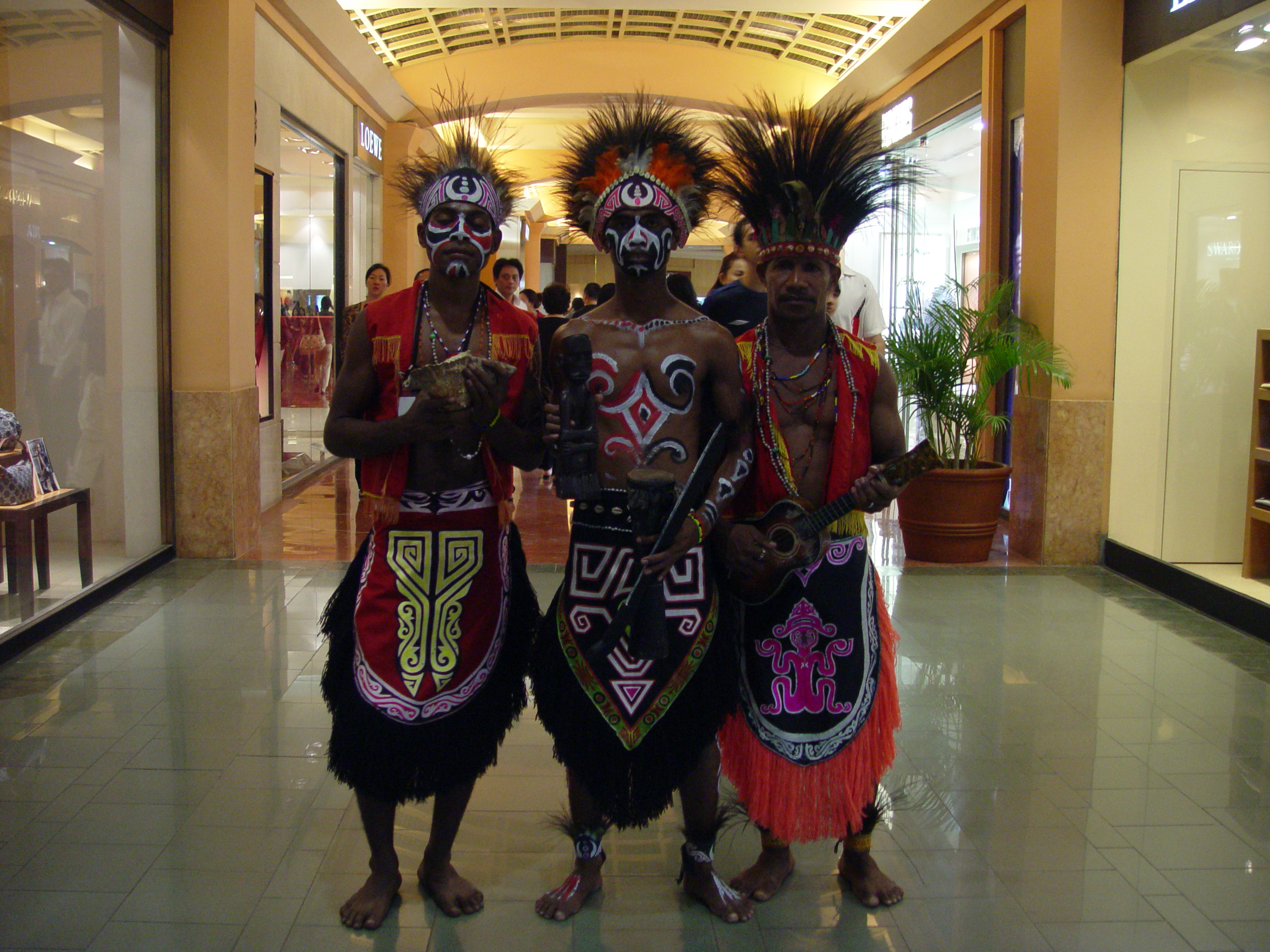
Män i traditionell klädsel från Indonesien.
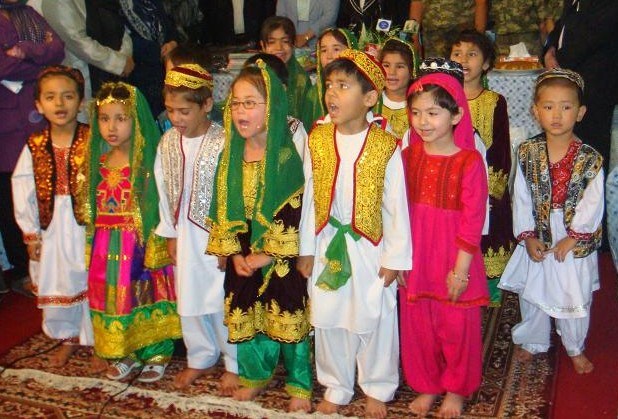
Barn från Afghanistan i traditionella dräkter.
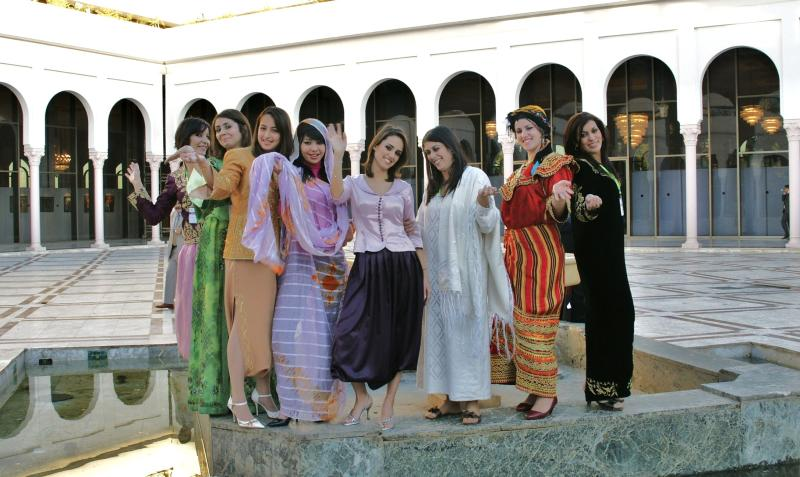
Algerier i traditionella dräkter.